# Chlorosterrha monochroma
Chlorosterrha monochroma là một loài bướm đêm trong họ Geometridae.